# 에스타디오 엘 소토
에스타디오 엘 소토(스페인어: Estadio El Soto)는 스페인 마드리드주 모스톨레스에 위치한 경기장이다. 현재 축구 경기에 사용되며, CD 모스톨레스 URJC의 홈구장이다.